# طایفه ترشابی
طایفه ترشابی 
(به بلوچی: تُرشابی) یکی از طوایف بلوچ است که محل سکونت این طایفه در سرحد بلوچستان شهر خاش و منطقه ترشاب در دامنه کوه تفتان است.

## نام‌شناسی
عمده طوایف بلوچ از روی اسم جدشان یا منطقه زیستشان نامگذاری می‌شوند. نام طایفه ترشابی از مکان سکونت این طایفه روستای ترشاب بر گرفته شده است. وجه تسمیه ترشاب به دلیل مجاورت در حاشیه کوه تفتان و آب جاری از آن کوه و املاح معدنی که موجب ترش شدن آب می‌شود است.

## فرهنگ و پیشینه
طایفه ترشابی با نام‌های فامیلی تُرشابی، کُرد و رخشانی شناخته می‌شوند که به دین اسلام و مذهب اهل تسنن گرایش دارند.
علاوه بر زبان بلوچی به گویش پارسیوانی
نیز صحبت می‌کنند که در آن واژه‌های پهلوی و اوستایی وجود دارد.
به گفته کارینا جهانی زبان‌شناس و ایران‌شناس سوئدی، استاد دانشگاه اوپسالا و رئیس بخش زبان‌های ایرانی، ترشابی‌ها و طوایف بلوچ ساکن در کوه تفتان در گذشته پیرو آیین زرتشت بوده و به همین علت گویش پارسیوانی که یکی از گویش‌های زرتشتی و اوستایی است را حفظ کرده و علاوه بر زبان بلوچی به آن تکلم می‌کنند.
ایرج افشار در کتاب بلوچستان و تمدن دیرینه آن با اشاره به تعدادی از طوایف بلوچ از جمله ترشابی که هنوز سنت‌های پیش از اسلام را حفظ کرده و به آن پایبند هستند، از جمله سوگند نال (نوعی سوگند برای اثبات بی گناهی با عبور از آتش) بازمانده از دوران باستان و سیاوش که در میان بلوچ‌های اطراف تفتان رایج است و علاوه بر به زبان بلوچی به گویش پارسیوانی نیز صحبت می‌کنند.

## مشاهیر
از شخصیت‌های برجسته طایفه ترشابی مولوی عبدالشکور کُرد ترشابی، فرزند مولوی عبدالستار امام جمعه سابق اهل سنت خاش می‌توان نام برد.
میرالهیار ترشابی سردار بلوچ و از بزرگان سرحد بلوچستان از نامداران طایفه ترشابی است.
ملارگام خاشی شاعر و از بزرگان ادبیات بلوچی، از طایفه ترشابی، زاده روستای ترشاب و متوفی در حدود سال ۱۲۹۰ هجری قمری می‌باشد. اشعار این شاعر به زبان بلوچی است که با زبان ساده، گیرا و سرشار از تمثیل، مسائل زمان خود را بیان می‌کند. 
در کتاب احیاء الملوک از نقیب محمود ترشابی از سرداران و بزرگان بلوچ نام برده شده است. او یکی از  حاکمان سیستان در قرن چهاردهم بوده است.

## پراکندگی
سکونتگاه طایفه ترشابی در سرحد بلوچستان (خاش و میرجاوه) است، همچنین شماری از این طایفه در زابل و استان کرمان شهرهای کهنوج و رودبار می ساکن هستند.